# Pamlokovití
Pamlokovití (Hynobiidae) je primitivní čeleď ocasatých obojživelníků, kterou popsal Edward Drinker Cope roku 1859. Čeleď zahrnuje dvě podčeledi, a to Hynobiinae a Onychodactylinae. Zástupci této skupiny se vyskytují pouze v Asii, kterou osídlili od Uralu až po Japonsko, jeden druh navykl životu na evropské straně Ruska. Jako jediná čeleď ocasatých osídlila Asii endemicky.
Pamlokovití jsou vesměs malí obojživelníci s hladkou kůží, obyčejně měří pod 100 mm. Největším zástupcem čeledi je 25centimetrový pamlok džungarský (Ranodon sibiricus). Tělo je sice malé, ale silně stavěné. Končetiny jsou krátké, ale zejména pamlokovití rodu Onychodactylus jsou dlouhonozí, s dlouhým ocasem. Na každém chodidle vyrůstá čtyři až pět prstů. Některé druhy, jako je pamlok šihi (Liua shihi), vykazují speciálně adaptovaná chodidla, pomocí kterých mohou zdolávat i kluzký terén. Plíce jsou dobře vyvinuté, až na rod Onychodactylus, který žije trvale ve vodě.
O chování zástupců čeledi se mnoho neví. Pamlokovití žijí na zemi nebo ve vodě, nejčastěji však uvykli životu na souši, s rozmnožováním ve vodním prostředí. Způsoby rozmnožování se odlišují podle jednotlivých druhů, samička obyčejně naklade na vegetaci či kameny 35 až 70 vajíček a samec je následně oplodní, u pamloka džungarského však samička klade snůšku na samcem připravený spermatofor. Z vajíček se líhnou larvy vybavené vnějšími žábrami i žaberními štěrbinami, z nichž se po čase vyvinou dospělci.

## Systematika
Systematika dle AmphibiaWeb.
- podčeleď Hynobiinae
  - Batrachuperus
  - Hynobius
  - Liua
  - Onychodactylus
  - Pachyhynobius
  - Paradactylodon
  - Pseudohynobius
  - Ranodon
  - Salamandrella
- podčeleď Onychodactylinae
  - Onychodactylus